# Селезньов Віталій Євдокимович
Віта́лій Євдоки́мович Селезньо́в (нар. 20 серпня 1939, Ізюм — 27 січня 2020, Вінниця) — український актор, режисер, головний режисер Вінницького державного академічного музично-драматичного театру ім. М. Садовського, Народний  артист  України (1993), письменник (драматург, поет).

## Біографія
Віталій Селезньов народився 20 серпня 1939 року на Харківщині в місті Ізюм, закінчив акторський факультет Харківського театрального інституту 1961 року (у І. Мар'яненка).
Вінницький режисер Федір Трегуб запросив його до трупи Вінницького театру ім. М. К. Садовського.
Тут з 1961 р. розпочав свою кар'єру.
У 1973 закінчив режисерський факультет Київського театрального інституту ім. Карпенка Карого (у В. Харченка). З того ж року — режисер Вінницького державного академічного музично-драматичного театру ім. М. Садовського.
Указом Президії Верховної Ради Української РСР від 17 грудня 1975 р. присвоєно почесне звання Заслуженого артиста України.
По грудень 1989 р. обраний депутатом Вінницької обласної Ради народних депутатів України.
З 1986 р. по 2016 р. — головний режисер Вінницького державного академічного музично-драматичного театру ім. М. Садовського.
Мешкав з родиною у місті Вінниці.

## Твори
Автор п'єс та збірок, у тому числі:
- «Софія Потоцька»
- «Чорний дипломат, або Живий покійник» (1996)
- «Осіння мелодія»
- «Смертельний трюк»
- «Незакінчена історія»

Видано дві збірки драматичних та віршованих творів.
«Осіння мелодія» — театральні фантазії
« Це не просто …» — п'єси, новели, поезії

## Цікавинки
З його власних віршів найулюбленішим є вірш, що починається словами:

Це не просто, це не просто

Вийти просто до помосту

До сивин і до погосту,

І сказати дуже просто

Що усе життя — театр.

## Вистави
Віталій Селезньов створив майже 100 вистав, серед них:
- «Софія Потоцька» (автор)
- «Мірандоліна» К. Гольдоні
- «Дванадцята ніч» В. Шекспіра
- «Плаха» Ч. Айтматова
- «Здрастуйте, наші татусі» Р. Отколенка
- «Поминальна молитва» Шолом Алейхема
- «Камінний господар» Лесі Українки
- «Баядера» І. Кальмана
- «Ревізор» М. Гоголя
- «Шалений день, або Одруження Фігаро» Бомарше
- «Жага до екстриму» А. Крима
- «Маруся Чурай» за Ліною Костенко
- «Мазепа» Б. Лепкого
- «Маленький принц» за А. де Сент-Екзюпері
- «Чорний дипломат, або Живий покійник» (1996) — автор
- «Осіння мелодія» (автор)
- «Бравий солдат Швейк» В. Лукашова
- «Анна Кареніна»
- «Смертельний трюк» (автор)
- «Незакінчена історія» (автор)
- «Майська ніч» за М. Гоголем.

Писав літературні твори та інсценував твори інших авторів.